# Fredericia
Fredericia è un centro abitato della Danimarca situato nella regione della Danimarca Meridionale (Syddanmark) sulla costa orientale della penisola dello Jutland. È capoluogo del comune omonimo.

## Geografia
Fredericia si affaccia sul Piccolo Belt, lo stretto che separa lo Jutland dall'isola di Fionia. 
Il porto, situato nella parte meridionale del centro storico è il principale porto mercantile della Danimarca. L'espansione del porto è stata favorita dalla posizione riparata e dalle acque profonde del Piccolo Belt.
Il centro storico caratterizzato da viuzze perpendicolari è delimitato dai bastioni dell'antica città fortificata.